# 牌譜
牌譜（ぱいふ、はいふ）とは、麻雀の自摸や打牌などの動作（摸打）、点数の得失などを記録したもの。野球のスコア、囲碁・将棋の棋譜などに相当する。

## 概要
麻雀は中国で発祥したが、純粋に偶然性によって左右される賭博として捉えられていたため、麻雀の戦術に関する研究があまり進んでおらず、各局の動作を記録するという習慣がなかった。そのため、麻雀の戦術に関する研究は日本で発達したものであり、その一過程として各局の動作を記録するようになった。
かつては雀譜（じゃんぷ）とも呼ばれていたが、現在では牌譜にほぼ統一されている。
競技麻雀などでは、各プレイヤーに一人ずつ記録者が付き牌譜を記録する。ツモってきた牌は記録者によく見える位置の手牌の上に横向きに置き（縦向きに置くと牌が倒れ易くなる）、記録者が記録を取る時間を考慮し、一呼吸間合いを取ってから次の動作に移るのがマナーとされている。

## 牌譜の例
以下に牌譜の一例を示す。
|        | 東一局 | 東一局 | 西家 | 西家 | 維基太郎 | 維基太郎 | 維基太郎 | 25000（+32000） | 25000（+32000） | 25000（+32000） | 25000（+32000） | 25000（+32000） | ドラ 裏ドラ | ドラ 裏ドラ | ドラ 裏ドラ | ドラ 裏ドラ | ドラ 裏ドラ |
| 配牌   | 六萬   | 一筒   | 二筒 | 四筒 | 一索     | 東       | 東       | 南              | 南              | 北              | 白              | 發              | 中          |             |             |             |             |
|        |        |        |      |      |          |          |          |                 |                 |                 |                 |                 |             |             |             |             | ツモ        |
| ツモ   | 九筒   | 一筒   |      |      | 九筒     | 九筒     | 北       |                 | 發              |                 |                 |                 |             |             |             |             | 中          |
|        |        |        |      |      |          |          |          |                 |                 |                 |                 |                 |             |             |             |             |             |
| 捨て牌 | 六萬   | 四筒   | 四索 | 四索 | 二筒     | 一索     | 白       | 一萬            | 九筒            | 三筒            | 二萬            | 九索            | 六筒        | 七索        | 北          | 三萬        |             |
|        |        |        |      |      |          |          |          | リーチ          |                 |                 |                 |                 |             |             |             |             |             |
| 最終形 | 一筒   | 一筒   | 九筒 | 九筒 | 東       | 東       | 南       | 南              | 北              | 北              | 發              | 發              | 中          |             | 中          |             |             |
|        |        |        |      |      |          |          |          |                 |                 |                 |                 |                 |             |             | ツモ        |             |             |

1行目は局名と席順、プレイヤーの名前、点数（得失がある場合はその点数も）、ドラ（裏ドラが関係する場合はそれも）が記載される。ドラはドラ表示牌のように次の牌ではなく同一牌（現物牌）で示す。
2行目は配牌である。親なら14枚、子なら13枚である。
3行目はツモ牌である。例外として、ポン・チー・大明カンのときはそのときに取得した他家の打牌、また前の巡にカンをしたときは嶺上牌である。また親の1巡目は空白となる。ポン・チー・カン・アガリのときは牌の上または下にその旨を表記する（カタカナが一般的。またツモアガリは「ツモ」、ロンアガリのときは「ロン」と書く）。またツモ切りのときは分かりやすくするために下向きの矢印のみを書く。ツモ切りかそうでないかが戦術に大きな影響を与えるからである。
4行目は打牌である。カンまたはツモアガリをしたときは空白となる。ただしツモ牌でない牌を暗カンまたは加カンした場合はカンした牌を打牌の欄に書き、その下に「カン」と表記する。また、ポンもしくは大明カンによってツモ順が飛ばされたときはその巡目のツモと打牌を空白にする。リーチを掛けたときは牌の下に「リーチ」と表記する。その打牌で放銃したときは牌の下に「ウチ」と表記する。
5行目は最終形である。ポン・チー・カンおよびアガリのときは牌の上または下にその旨を表記する。また、ポン・チー・カンした面子は一番右側に寄せて書く。
プロの公式戦では、上記のようなフォーマットの用紙に、係の者が記録する。その場合、速記が必要となるため、簡略化されている。詳細は採譜記号を参照のこと。

## バリエーション
上で例示した牌譜は1人だけのものだが、4人全員の牌譜を東家→南家→西家→北家の順に上下に並べ、1局の全員の摸打と点数の動きが分かるようにしたものも存在する。
また上下に並べるのではなく、4人が実際に卓を囲んでいるように正方形に配置することもある。この場合は配牌・ツモ牌を省略して打牌・最終形のみとする。また打牌も横一列ではなく、実際の卓上の河に打牌を並べるときのように6枚～9枚で（自分から見て）下の段に移ることもある。

## インターネット麻雀と牌譜
東風荘やハンゲームなどのインターネット麻雀ソフトウェアでは牌譜が自動的に記録される。専用の牌譜再現ソフトを用いて、実際にプレイしているときのように自動的に摸打が進行する。
『科学する麻雀』の著者であるとつげき東北は、摸打のデータによる戦術研究のためにウェブサイト上で上級者の牌譜を募集・公開している。